# Daniele Nardello

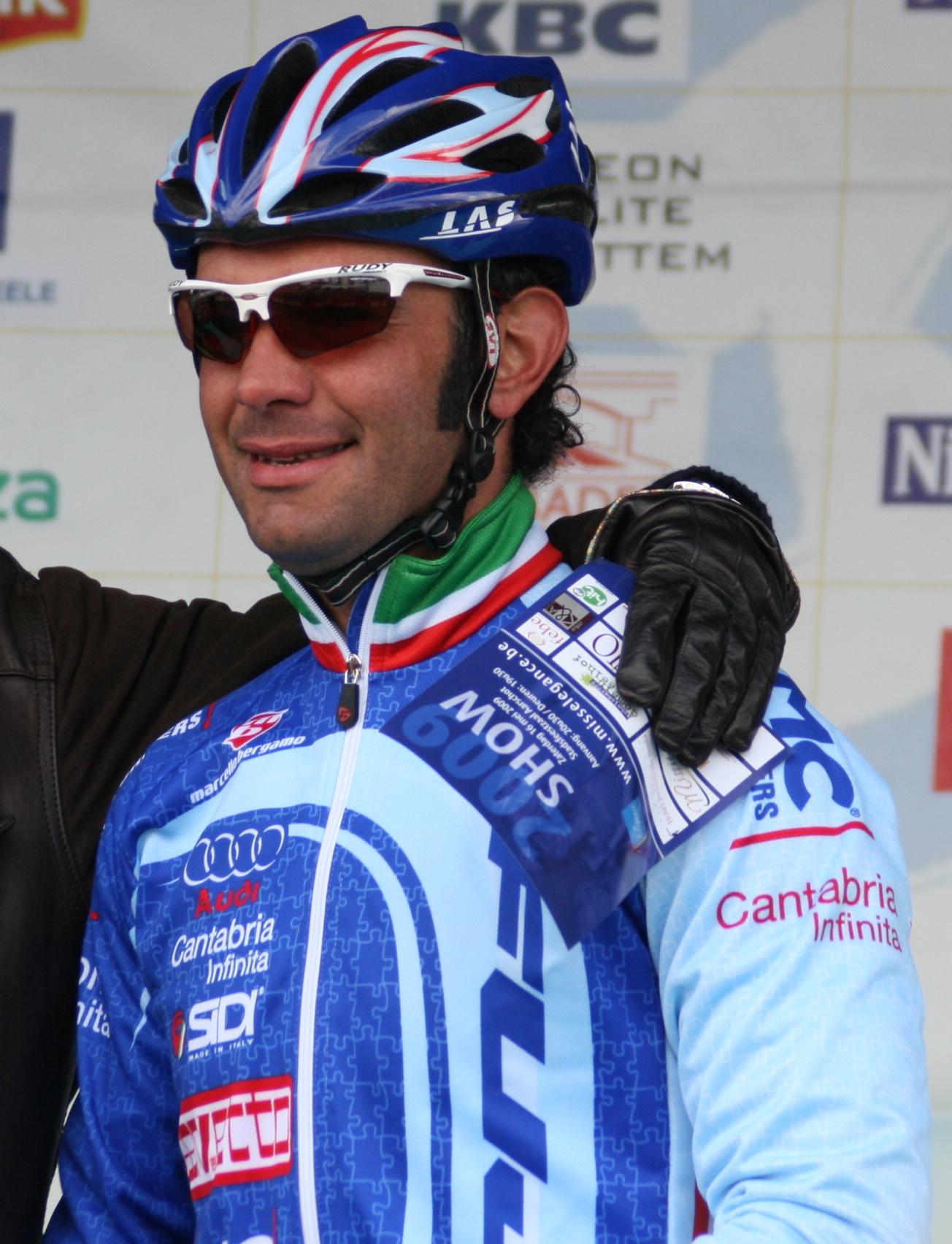
Daniele Nardello i Grand Prix E3 2009.

Daniele Nardello, född 2 augusti 1972 i Varese, är en italiensk före detta tävlingscyklist. Han blev professionell 1994. Under sin karriär tog Nardello 26 segrar.

## Amatörkarriär
Daniele Nardello började cykla seriöst när han var nio år. Som 18-åring vann Nardello guldmedaljen i juniorvärldsmästerskapens linjelopp. Han tog tillsammans med det italienska laget, bestående av Mauro Monaro, Nicola Giacomazzi och Rossano Brasi, också silvermedaljen i världsmästerskapens 75 kilometer långa lagtempolopp.

## Proffskarriär
Nardello blev professionell med Mapei under säsongen 1994 och tävlade med dem fram till säsongsslutet 2002 när han bytte stall till Deutsche Telekom. Under säsongen 1995 tog han sin första etappseger i Vuelta a España. Ett år senare vann han sin andra etappseger i det spanska loppet.
Nardello vann en etapp på Tour de France 1998.
2001 blev Nardello italiensk mästare i linjelopp före Michele Bartoli. Året därpå, som blev det sista i Mapei, vann han Coppa Bernocchi.
Mellan 2003 och 2006 tävlade Nardello för det tyska stallet Deutsche Telekom. Under säsongen 2003 vann han världscuploppet Züri Metzgete.
Nardello slutade trea tillsammans med Ivan Basso på Trofeo Androni Giocattoli 2004. Samma år slutade han tvåa på GP Fred Mengoni, två sekunder bakom landsmannen och vinnaren av tävlingen Damiano Cunego. Under säsongen deltog Nardello även i de Olympiska sommarspelen 2004 i Aten och slutade på 38:e plats. Säsongen därpå slutade han tvåa på etapp 2 av Post Danmark Rundt efter Ivan Basso. Under året slutade han fyra på etapp 18 av Vuelta a España efter Nicki Sørensen, Javier Pascual Rodriguez och José Vicente Garcia Acosta.
2007 var Nardello kontrakterad av Team LPR. Under säsongen slutade han tvåa på Grand Prix de Fourmies efter slovaken Peter Velits. Innan dess hade han slutat trea i Giro del Veneto. Vid årsskiftet bytte Nardello stall till Serramenti PVC Diquigiovanni-Androni Giocattoli, där han bland annat blev stallkamrat med den före detta Giro d'Italia-vinnaren Gilberto Simoni. I maj 2008 slutade italienaren sexa på etapp 6 av Giro d'Italia och slutade 46:a i tävlingen.
Inför säsongen 2009 blev Nardello kontrakterad av Fuji-Servetto, det gamla Saunier Duval-stallet. I mars 2009 bestämde han sig för att avsluta sin karriär och började i stället jobba som tekniker i Fuji-Servetto.

## Stall
- Mapei 1994–2002
- Deutsche Telekom 2003–2006
- Team LPR 2007
- Serramenti PVC Diquigiovanni-Androni Giocattoli 2008
- Fuji-Servetto 2009